# 東京都交通局330形電車

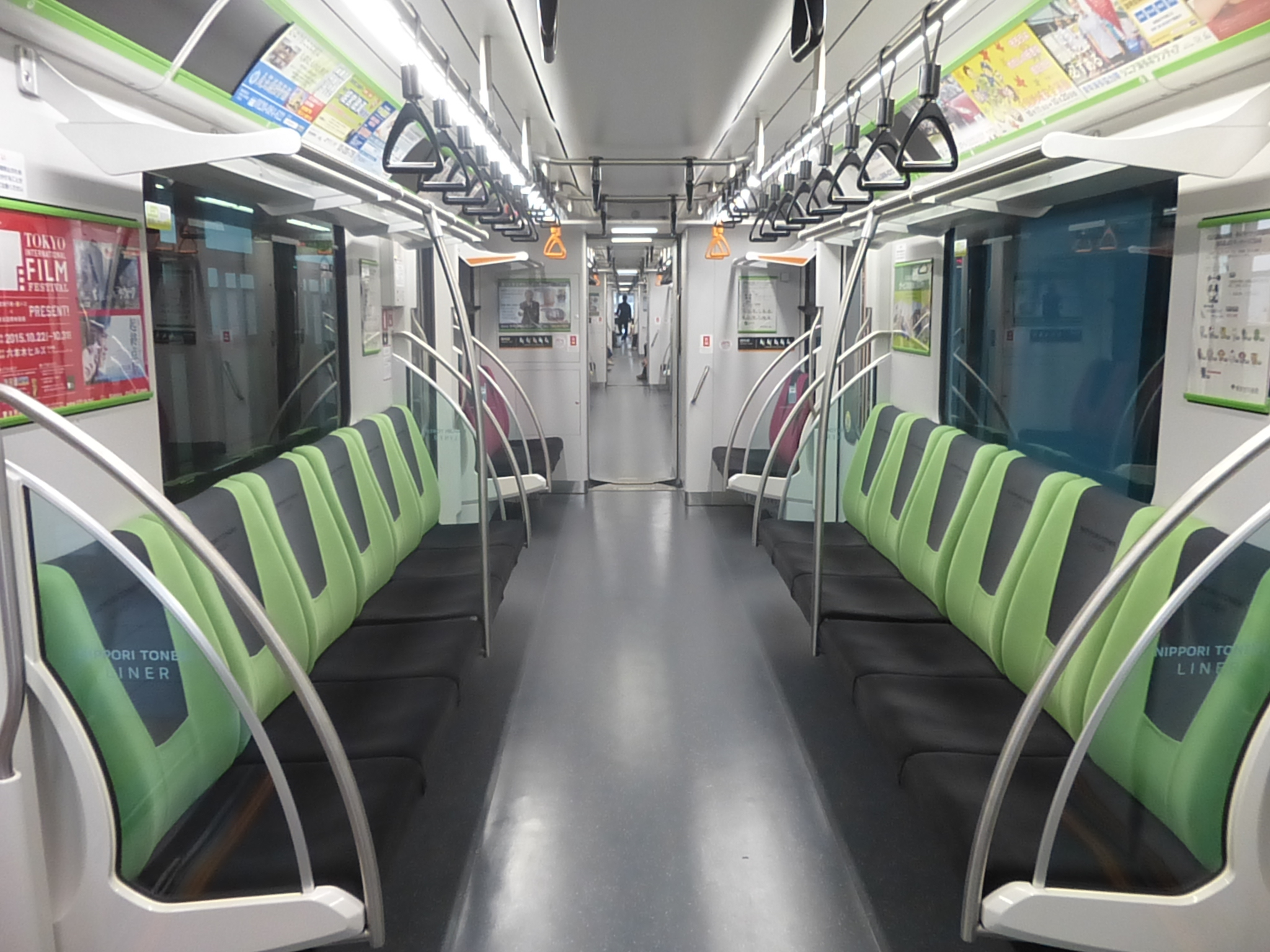
車内の様子

東京都交通局330形電車（とうきょうとこうつうきょく330がたでんしゃ）は、東京都交通局のAGT（新交通システム）である日暮里・舎人ライナー用の車両。輸送力増強による列車増発のために、2015年（平成27年）10月10日に営業運転を開始した。

## 概要
第1編成である31編成は、2015年に三菱重工業で製造された。車両の外観などは、東京都が出資しているゆりかもめで使用されている7300系に似たデザインとなっている。
1編成（5両）の製造費用は5億1,000万円（消費税抜・2015年度の1次車）である。

### 車体
車体はアルミニウム合金製であり、300形と比べ、1編成あたり7.4tという大幅な軽量化を図っている。客室扉は、1両あたり片側2か所の外吊り式両開き戸としており、車内側には予告開閉ランプが取り付けられている。先頭車前面の下部中央には、LED式の前照灯と尾灯を集約配置している。側窓は、熱線吸収UVカットガラスが採用されている。先頭車の先頭側面にはシンボルカラーが配色されており、日暮里方330-1形には「町の活性化」を表すマゼンタを、見沼代親水公園方330-5形には「沿線の自然」を表すグリーンを配色し、車体中央側窓下には、沿線都市の緻密さを示す縦のストライプが配置されている。

### 主要機器
制御装置は300形と同じくVVVFインバータ制御装置を採用しており、コンバータ装置とVVVFインバータ装置を1つのユニットにまとめた主変換装置（CI装置）によりかご形三相誘導電動機を制御している。5両編成すべてが電動車となっている。
補助電源装置は、電力に三相交流を使用しているため、三相純ブリッジ位相制御方式による出力5kVA（直流100V出力）のものを編成に2台搭載しており、その他に、単相交流100Vを出力する3kVAの補助変圧器(照明用)を編成内に2台、三相交流200Vを出力する8.5kVAの補助変圧器（空調用）を各車両に1台搭載している。

### 台車
台車は平行リング式のダイヤフラム式の空気ばねを搭載したボギー台車であり、台車の走行車輪を操向（ステアリング）する操向方式は、300形の2軸4輪ステアリング方式から4案内輪車軸ボギー方式に変更されている。

### 車内装備
300形は混雑時に重量超過となる懸念から限界以上の乗車ができないよう立席スペースを意図的に狭くする方針であり、当初はオールクロスシート、その後一部ロングシート化を行い若干の立席スペースの増加を図ったものの前述の理由からこれ以上の定員増はできない状況である。330形は車体を大幅に軽量化し、その軽量化分を定員増に振り向けることでオールロングシート化を実現している。そのため一部クロスシートとなっている300形よりも輸送力が15パーセント以上向上している。客室内では荷棚の新設とつり革の増設が行われ、客室の照明にはLED式照明が採用されており、客室扉上部には、15インチの2画面カラー液晶ディスプレイを千鳥式に1両あたり2か所に設置されている。
ロングシートの腰掛にはバケットタイプを採用しており、一般席はグリーンとし、優先席はマゼンタとしている。車椅子・ベビーカーのためのフリースペースは中間車の330-3形に2か所設置されており、車両の妻面にある貫通路にはLED式のダウンライトが天井に取り付けられている。また、防犯カメラを1両あたり2か所天井に設置している。

## 増備

### 2次車
2019年度には2次車として2編成が増備された。三菱重工業の交通システム製品の製造は、2018年1月1日より三菱重工エンジニアリングに継承されたため、32編成からは三菱重工エンジニアリング製となった。ただし、同社は2023年4月に三菱重工業に統合されたたため、3次車の途中から再度三菱重工業製に戻った。
2019年12月13日から14日にかけて32編成5両、2020年2月20日から21日にかけて33編成5両が舎人車両基地に運び込まれた。本編成はさらなる混雑緩和に向けて追加増備されたもので、すべての車両にフリースペースが設けられているのが特徴である。

### 3次車
2022年度から2024年度にかけて、3次車として12編成の導入が計画されており、300形を順次置き換えることとしている。この車両更新により、日暮里・舎人ライナー全編成のうち8割が全面ロングシートとなり、輸送力の増強が図られる。3次車初の編成となる34編成は2022年6月25日より運行を開始した。

## 編成
| ← 日暮里見沼代親水公園 → |              |              |              |               |
| 330-1形 (Mc1)            | 330-2形 (M2) | 330-3形 (M3) | 330-4形 (M4) | 330-5形 (Mc5) |
| CP,BT,ARf                | CI,TA        | CI           | CI,TA        | CP,BT,ARf     |

凡例
- CI：主制御装置、CP：空気圧縮機、BT：蓄電池
- ARf：整流装置（直流100V出力・5kW）、TA：補助変圧器（単相交流100V出力・3kVA）
- 各車両には補助変圧器（三相交流200V出力・8.5kVA）を搭載している。

## その他
- 車内に貼られている車両編成ステッカーに描かれた動物は、31編成がコアラ、32編成がカバ、33編成がクマとなっている。